# Literaturbüro Euregio Maas-Rhein
Das Literaturbüro Euregio Maas-Rhein e. V. ist ein gemeinnütziger Verein zur Pflege der regionalen und euregionalen Literatur in der Euregio Maas-Rhein. Er wurde 1981 gegründet und hat seit 2018 seinen Sitz im Kulturhaus Barockfabrik in Aachen.

## Profil

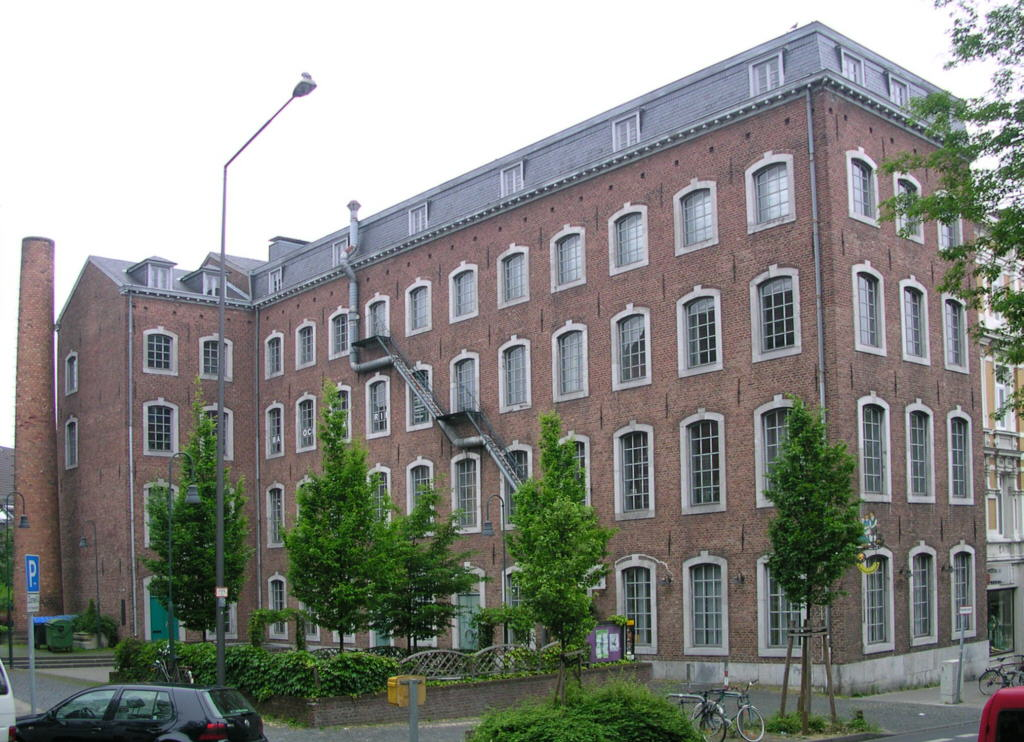
Kulturhaus Barockfabrik Aachen

Nachdem bereits vor 1981 die Aachener Literaturinitiative als literaturvermittelndes Büro mit integrierter Literaturwerkstatt bestanden hatte, wurde diese Initiative ab 1981 als eingetragener Verein angemeldet. Bedingt durch die Grenznähe zu den Niederlanden und zu Belgien und als deutscher Teil der 1976 gegründeten Arbeitsgemeinschaft Euregio Maas-Rhein gab sich der neue Verein den Namen „Literaturbüro Euregio Maas-Rhein“. Damit gehört das Literaturbüro zu den fünf offiziellen Einrichtungen dieser Art, die innerhalb der 1980er-Jahre in Nordrhein-Westfalen gegründet wurden, darunter 1982 das Literaturbüro NRW in Düsseldorf, 1984 das Literaturbüro Unna, 1986 das Literaturbüro Ruhr in Gladbeck und 1990 das Literaturbüro Ostwestfalen-Lippe in Detmold.
Eine Sonderstellung unter diesen fünf Literaturbüros nimmt die euregionale Einrichtung durch seine sprach- und grenzüberschreitende Arbeit im Bereich der französisch-, niederländisch- und deutschsprachigen Euregio Maas-Rhein ein. Dieses Gebiet umfasst die beiden belgischen Provinzen Limburg und Lüttich, den südlichen Teil der Provinz Niederländisch-Limburg sowie auf deutscher Seite die Regio Aachen, die mit kleinen Änderungen in etwa dem vormaligen Regierungsbezirk Aachen entspricht. Im Zuge dessen widmet sich der nicht kommerzielle Aachener Verein verstärkt der Förderung wechselseitiger Literaturkontakte vor allem innerhalb der Euregio, aber auch darüber hinaus für das gesamte Gebiet Belgiens, der Niederlande und Nordrhein-Westfalens. Er sieht sich primär als Vermittler zwischen den Autoren und ihrer Literatur auf der einen und einer literarisch interessierten Öffentlichkeit auf der anderen Seite und wirkt darauf hin, durch öffentliche Veranstaltungen und andere Aktivitäten die Gespräche zwischen Autor und Publikum im Rahmen eines europäisch-euregionalen Dialogs zu ermöglichen. In diesem Zusammenhang war das Literaturbüro beispielsweise im Jahr 2013 zusammen mit dem „deutsch-arabischen Lyrik-Salon“ und das deutsch-niederländische Literaturfestival „Literarischer Sommer“ auch Teil der jährlichen Veranstaltungsreihe Across the borders, bei der in der Citykirche St. Nikolaus zahlreiche Autorenlesungen, teils mit musikalischer Begleitung, dargeboten wurden.
Obwohl das Literaturbüro Euregio Maas-Rhein mittlerweile bis zu 70 Mitglieder zählt, ist es eine offene Einrichtung, zu der jeder an Literatur Interessierte auch ohne eine Mitgliedschaft Zutritt hat und in seinem literarischen Interesse in keiner Weise einseitig festgelegt oder eingeschränkt wird. Als spezielle Vereinsaktivitäten stehen die Vermittlung von zeitgenössischer Literatur beispielsweise durch öffentliche Autorenlesungen sowie der Kontakt zu Verlagen, Zeitschriften, Rundfunk und Fernsehen im Vordergrund. Darüber hinaus soll die Einrichtung einer Literaturwerkstatt dazu beitragen, dass zwischen den Autoren in Form von Werkstattgesprächen und Textkritiken ein konstruktivkritischer Erfahrungs- und Gedankenaustausch stattfinden kann.
Begleitend dazu sieht sich das Literaturbüro als regionales und euregionales Informationszentrum für Beratung und Vermittlung von Autoren mit dem Schwerpunkt der lektoralen Betreuung von Nachwuchsautoren. Darüber hinaus tritt der Verein als Organisator und Koordinator literarischer Veranstaltungen auf und pflegt zahlreiche Kooperationen, darunter mit der EuregioKultur e. V., dem Europäischen Verbund für territoriale Zusammenarbeit, dem Huis voor de Kunsten und dem Letterkundig Centrum. Mit diesen Kooperationspartnern zusammen wurde 2017 der „NXT TXT Awards für junge Autor*innen der Euregio Maas-Rhein“ eingeführt, an dem junge Schreibtalente im Alter zwischen 15 und 25 Jahren, die ihren Wohnsitz in der Euregio Maas-Rhein haben, mit selbst verfassten Texte teilnehmen können.
Das Literaturbüro Euregio Maas-Rhein wird gefördert unter anderen durch die Stadt Aachen, die Kulturstiftung der Länder, das Ministerium für Kultur und Wissenschaft des Landes Nordrhein-Westfalen und die Beauftragte der Bundesregierung für Kultur und Medien.

## Veranstaltungsreihen und Projekte
Offener Autorentreff
Einmal im Monat treffen sich alle interessierten Literaten und erhalten die Möglichkeit, ihre literarischen Werke der Öffentlichkeit vorzustellen und durch konstruktive Kritik zu reflektieren.
Offener Lyriktreff
Einmal monatliches Treffen. Hier werden Gedichte besprochen und poetologische Texte erörtert. Der Lyriktreff veranstaltet jährlich eine Themenlesung. Begleitend dazu bietet der Verein Kurse in „Literarischem Schreiben“ an, bei denen Stärken und Schwächen eines autofiktionalen Schreibansatzes thematisiert und umgesetzt werden.
Patenschaftslesungen
In loser Reihenfolge werden durch etablierte Autoren junge Talente vorgestellt, die ihre literarischen Werke der Öffentlichkeit zu Gehör bringen und in einen kritischen Dialog treten.
Anthologien
Eine Veröffentlichungsreihe sind Anthologien, die seit 2003 einmal jährlich herausgegeben wird, bei der nicht nur Prosa und Lyrik, sondern auch Sachtexte, Essays, Interviews, Zeichnungen oder Fotos veröffentlicht werden.
Silbenschmiede
Sie stellt eine Autorenbühne dar, auf der sich auch unbekannte Autoren mit experimentellen Texten ausprobieren dürfen und über das Jahr die Möglichkeit erhalten, ihre Texte oder ihre neuen Bücher vorzustellen.
Buchvorstellungen
Als besonderes Angebot werden die in loser Reihenfolge stattfindenden Buchvorstellungen angesehen, bei denen Neuerscheinungen vorgestellt werden, die von überregionaler und internationaler Bedeutung sind. Im Rahmen dessen wurde beispielsweise 2023 die Anthologie „Daughters of Africa“ von Margaret Busby vorgestellt, die Einblicke in die poetische, kämpferische und visionäre Schaffenskraft von schwarzen Frauen aus Afrika, der Karibik und der afrikanischen Diaspora gibt.
Leselust auf dem Lousberg
Bereits seit 1996 finden in den Sommermonaten öffentliche Lesungen als Picknickevent unter freiem Himmel auf dem Lousberg statt, die wenige Jahre später auch um Lesungen für Kinder und Jugendliche erweitert wurde.
Euregio-Schüler-Literaturpreis
Der Euregio-Schüler-Literaturpreis wurde vom Literaturbüro initiiert und wird seit 2002 zusammen mit den Kooperationspartnern einem Autor verliehen, von dem ein neuerer Roman in allen drei Sprachen – französisch, deutsch und niederländisch – vorliegt und der von einer Jury bestehend aus Oberstufenschülern der Euregio Maas-Rhein auserwählt wurde.

## Mitwirkende (Auswahl)
- Frauke Buchholz
- Manfred H. Freude
- Hans-Josef Frickenstein
- Klára Hůrková
- Hartwig Mauritz
- Doro May
- Jürgen Nendza
- Peter Schoenen
- Tom Witkowski

## Herausgeberschaftliche Mitwirkungen (Auswahl)
- Manfred S. Fischer: Am Ortsende wartet der Zauberer, in Zusammenarbeit mit dem Literaturbüro in der Euregio Maas-Rhein e. V., Alano Verlag, Aachen 1988, ISBN 978-3-924007-55-3
- Ingrid Straube (Hrsg.): Hollywood am Mauergässchen : Aachen - Prosa – Heute, in Zusammenarbeit mit dem Literaturbüro in der Euregio Maas-Rhein e. V., Alano Verlag, Aachen 1989, ISBN 978-3-924007-95-9
- Karl Otten (Verfasser): Das tägliche Gesicht der Zeit : eine Flaschenpost aus den Zwanzigern, in Zusammenarbeit mit dem Literaturbüro in der Euregio Maas-Rhein e. V., Alano Verlag, Aachen 1989, ISBN 978-3-924007-88-1
- Manfred S. Fischer (Hrsg.): Mensch und Technik : literarische Phantasie und Textmaschine, Konferenzschrift zu Vorträgen des Aachener Symposiums Mensch und Technik, in Zusammenarbeit mit dem Literaturbüro in der Euregio Maas-Rhein e. V., Alano Verlag, Aachen 1989, ISBN 978-3-924007-54-6
- Ingrid Straube (Hrsg.): Europäische Literatur zwischen nationaler und weltoffener Literatur, Referate des Schriftstellerkongresses November 89 in Aachen, in Zusammenarbeit mit dem Literaturbüro in der Euregio Maas-Rhein e. V., Alano Verlag, Aachen 1990, ISBN 978-3-89399-111-2
- Jürgen Nendza (Hrsg.): Teksttouren. Euregio Maas-Rhein literarisch, in Zusammenarbeit mit dem Literaturbüro in der Euregio Maas-Rhein e. V., Fischer Verlag, Aachen 1991, ISBN 978-3-927854-26-0
- Jürgen Nendza (Hrsg.): Paricutin : zeitgenössische Poesie aus der Euregio Maas-Rhein, in Zusammenarbeit mit dem Literaturbüro in der Euregio Maas-Rhein e. V., Alano Verlag, Aachen 1993, ISBN 3-89399-173-5
- Birgit Bodden (Hrsg.): A'lpha prisma : zeitgenössische Literatur aus der Euregio Maas-Rhein, in Zusammenarbeit mit dem Literaturbüro in der Euregio Maas-Rhein e. V., Shaker Verlag, Aachen 2001, ISBN 978-3-8265-8527-2